# Memorial aos heróis da casa das máquinas do Titanic

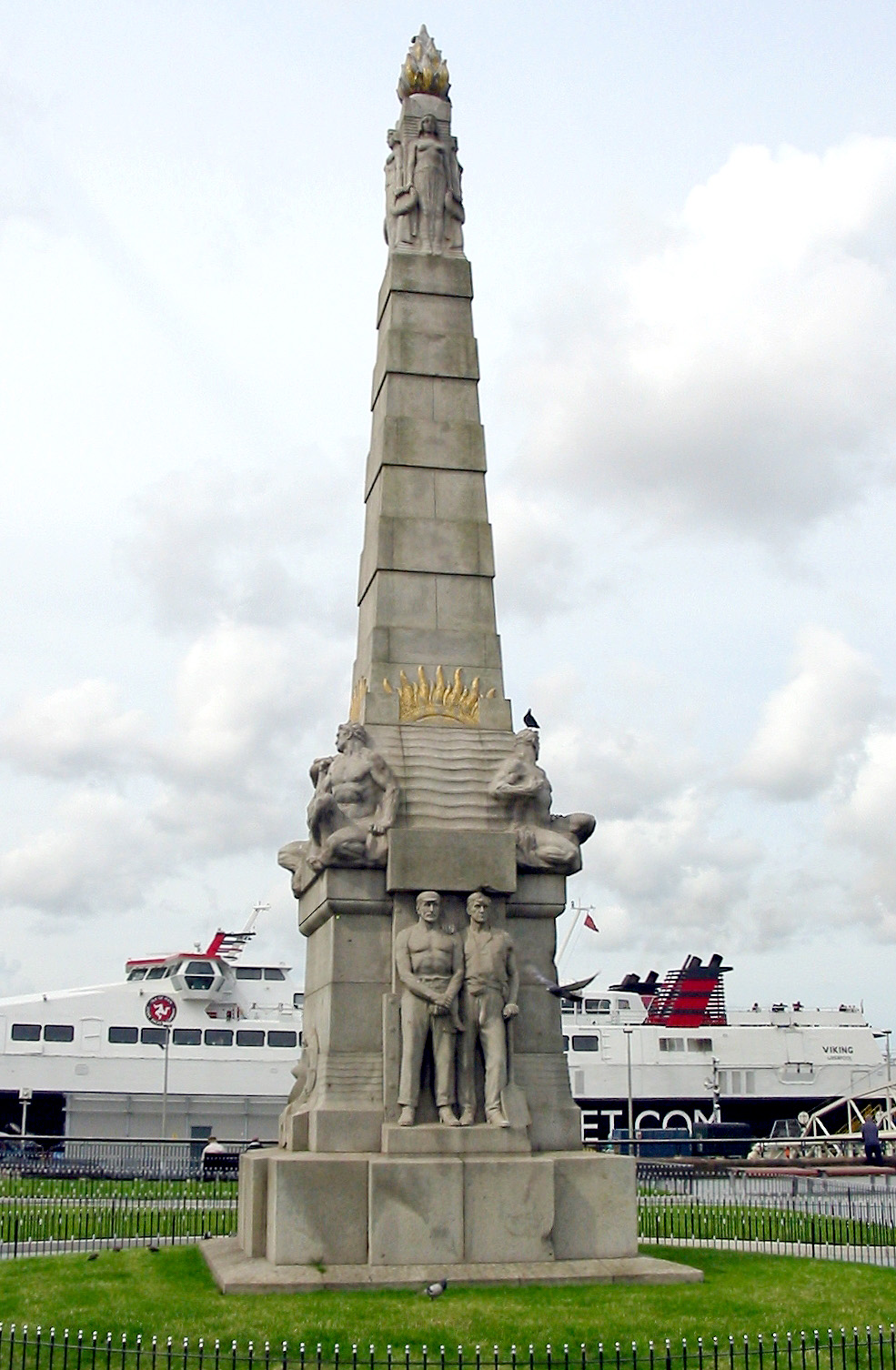
O Memorial aos heróis da casa das máquinas do Titanic

O memorial aos heróis da casa das máquinas do Titanic é um monumento de granito localizado em St. Nicholas Place, no  Pier Head, em Liverpool, Inglaterra. A cidade de Liverpool é fortemente associado com o malfadado transatlântico que afundou em 15 de abril de 1912, depois de bater em um iceberg no Atlântico Norte com a perda de 1.517 vidas. O RMS Titanic era de propriedade da White Star Line que foi fundada em Liverpool em  1840. Liverpool foi também o porto de matrícula do navio com as palavras 'Titanic, Liverpool' visível na popa do navio. O memorial na orla de Liverpool é dedicado aos 244 mecânicos que perderam suas vidas no desastre enquanto trabalhavam no fornecimento de energia e outras necessidades vitais ao navio durante o maior tempo possível. O monumento é notável por ser o primeiro momumento no Reino Unido representando a classe trabalhadora.

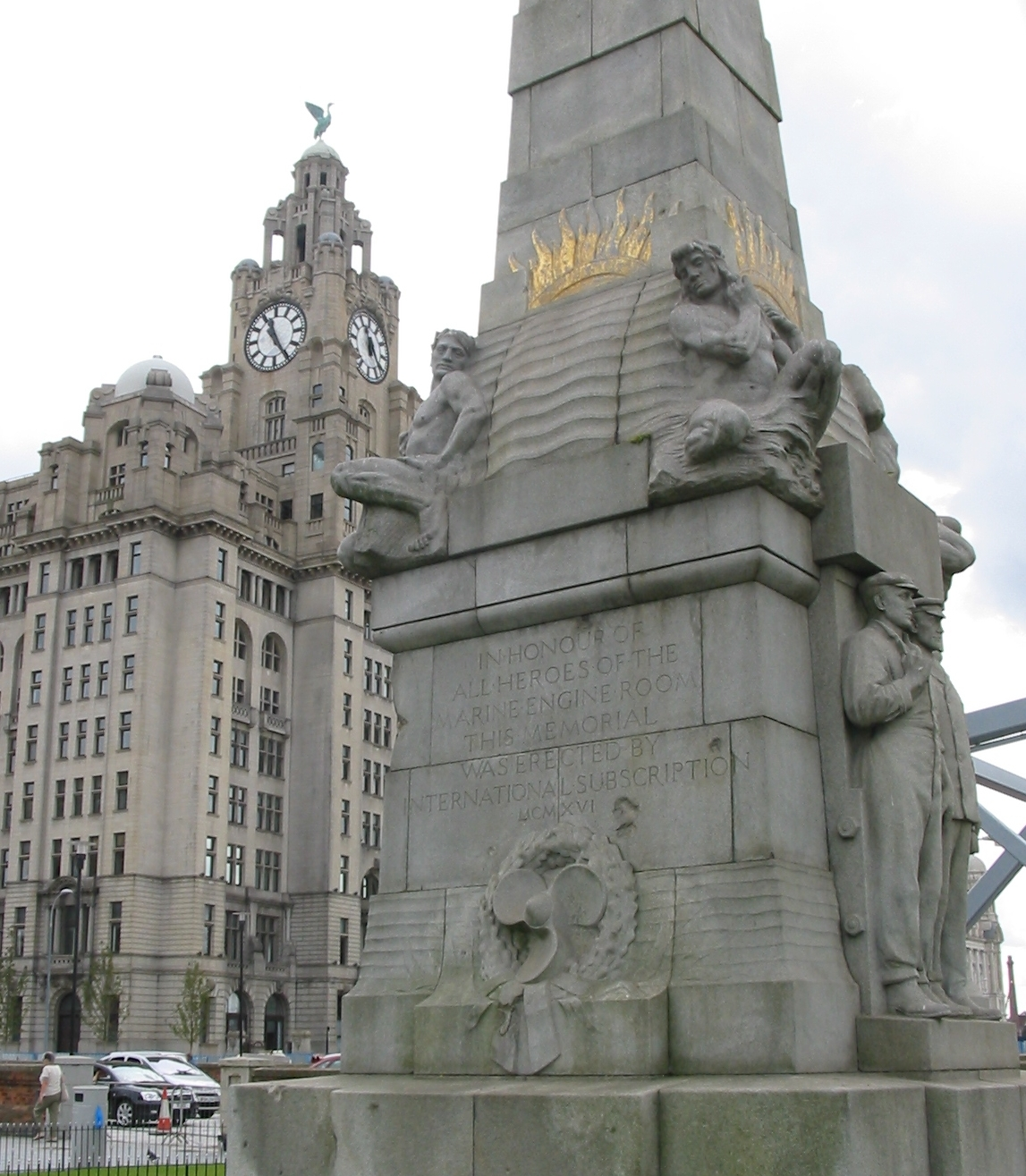
Detalhe do Memorial com o Royal Liver Building visto ao fundo

O monumento dedicado às centenas de homens que morreram durante o naufrágio foi desenhado por Sir William Goscombe John e construído por volta de 1916. Tem 14,6 metros de altura e embora seja mais fortemente associado ao RMS Titanic, sua dedicatória foi ampliada para incluir todas as fatalidades de casa das máquinas ocorridas durante o desempenho de dever na Primeira Guerra Mundial. O monumento é de Grau II*. Danos por estilhaços causados por bombas que caíram durante os ataques da Segunda Guerra Mundial podem ser claramente vistos no momento.
Existe também um memorial dedicado aos maquinistas do Titanic localizado em Southampton, Inglaterra. Existem inúmeros artefatos do RMS Titanic no Merseyside Maritime Museum localizado rio acima dentro do The Royal Albert Dock Liverpool.